# Raión de Kamianobridski
El raión de Kamianobridski o Kamennobrodski (en ucraniano: Кам'янобрідський район, en ruso: Каменнобродский район) es un distrito al norte de la ciudad de Lugansk. Posee la iglesia más antigua de la ciudad, la de Pedro y Pablo, que data de 1761.